# Deutsche Schule Bukarest
Die Deutsche Schule Bukarest (rumänisch Şcoala Germană Bucureşti) ist eine 2007 gegründete Deutsche Auslandsschule in Bukarest. Sie ist die einzige Schule in Rumänien, die nach einem deutschen Lehrplan (Baden-Württemberg) unterrichtet, durch die Zentralstelle für das Auslandsschulwesen (ZfA) anerkannt wurde und Mitglied im Weltverband Deutscher Auslandsschulen (WDA) ist. Sie engagiert sich im PASCH-Netzwerk des deutschen Auswärtigen Amtes.
Zur Schule gehören eine Grundschule und ein Gymnasium sowie eine Kinderkrippe und ein Kindergarten. Am Gymnasium kann die Deutsche Internationale Abiturprüfung (DIAP) abgelegt werden.